# Rollancourt
Rollancourt is een gemeente in het Franse departement Pas-de-Calais (regio Hauts-de-France) en telt 408 inwoners (2004). De plaats maakt deel uit van het arrondissement Montreuil.

## Geografie
De oppervlakte van Rollancourt bedraagt 11,5 km², de bevolkingsdichtheid is 35,5 inwoners per km².
De onderstaande kaart toont de ligging van Rollancourt met de belangrijkste infrastructuur en aangrenzende gemeenten.

## Demografie
Onderstaande figuur toont het verloop van het inwonertal (bron: INSEE-tellingen).